# Science post-normale
 (mars 2023).
La mise en forme du texte ne suit pas les recommandations de Wikipédia : il faut le « wikifier ».
Les points d'amélioration suivants sont les cas les plus fréquents. Le détail des points à revoir est peut-être précisé sur la page de discussion.
- Les titres sont pré-formatés par le logiciel. Ils ne sont ni en capitales, ni en gras.
- Le texte ne doit pas être écrit en capitales (les noms de famille non plus), ni en gras, ni en italique, ni en « petit »…
- Le gras n'est utilisé que pour surligner le titre de l'article dans l'introduction, une seule fois.
- L'italique est rarement utilisé : mots en langue étrangère, titres d'œuvres, noms de bateaux, etc.
- Les citations ne sont pas en italique mais en corps de texte normal. Elles sont entourées par des guillemets français : « et ».
- Les listes à puces sont à éviter, des paragraphes rédigés étant largement préférés. Les tableaux sont à réserver à la présentation de données structurées (résultats, etc.).
- Les appels de note de bas de page (petits chiffres en exposant, introduits par l'outil «  Source ») sont à placer entre la fin de phrase et le point final[comme ça].
- Les liens internes (vers d'autres articles de Wikipédia) sont à choisir avec parcimonie. Créez des liens vers des articles approfondissant le sujet. Les termes génériques sans rapport avec le sujet sont à éviter, ainsi que les répétitions de liens vers un même terme.
- Les liens externes sont à placer uniquement dans une section « Liens externes », à la fin de l'article. Ces liens sont à choisir avec parcimonie suivant les règles définies. Si un lien sert de source à l'article, son insertion dans le texte est à faire par les notes de bas de page.
- La présentation des références doit suivre les conventions bibliographiques. Il est recommandé d'utiliser les modèles {{Ouvrage}}, {{Chapitre}}, {{Article}}, {{Lien web}} et/ou {{Bibliographie}}. Le mode d'édition visuel peut mettre en forme automatiquement les références.
- Insérer une infobox (cadre d'informations à droite) n'est pas obligatoire pour parachever la mise en page.

Pour une aide détaillée, merci de consulter Aide:Wikification.
Si vous pensez que ces points ont été résolus, vous pouvez retirer ce bandeau et améliorer la mise en forme d'un autre article.

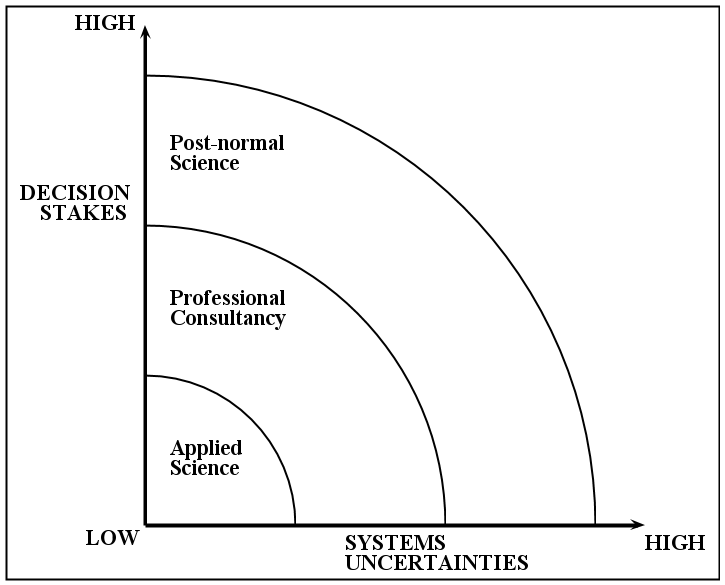
Diagramme de la science post-normale.

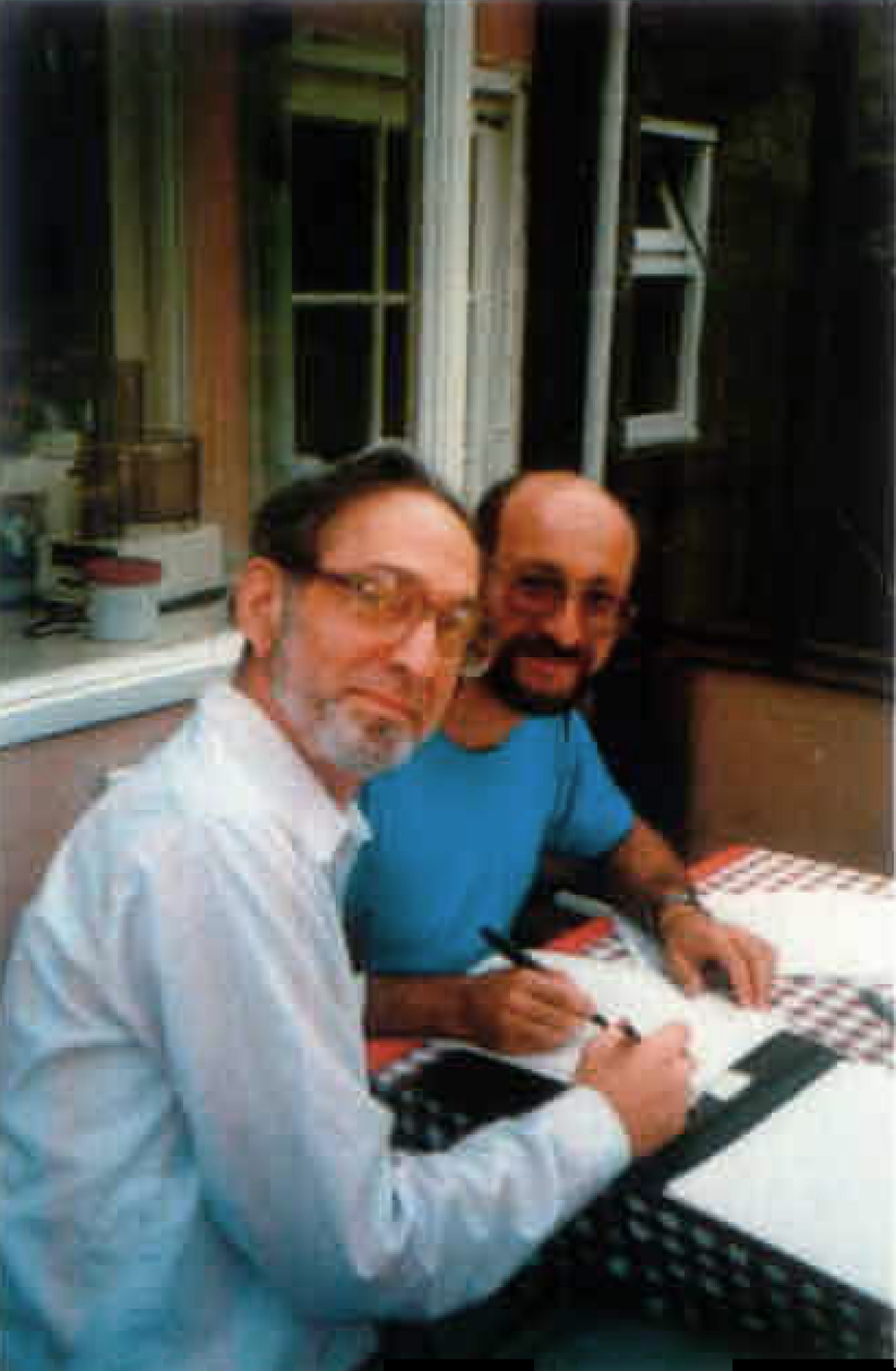
Jerome Ravetz et Silvio Funtowicz, vers 1988, à Sheffield.

La science post-normale (SPN) est une stratégie de résolution de problèmes utilisée lorsque « les faits [sont] incertains, les valeurs contestées, les enjeux importants et les décisions urgentes », conditions souvent présentes dans la recherche pertinente pour les politiques, par exemple pour la santé planétaire. Dans ces situations, la SPN recommande de suspendre temporairement l'idéal scientifique traditionnel de la vérité, en se concentrant sur la qualité telle qu'évaluée par des groupes de pairs élargis. Cette approche est développée dans les années 1990 par Silvio Funtowicz et Jerome R. Ravetz,,.
La SPN peut être conceptualisée comme complémentaire des analyses des risques et des coûts-avantages et intégrant les concepts d'une nouvelle science critique développés dans les travaux antérieurs des mêmes auteurs.
La SPN n'est pas une nouvelle méthode scientifique à la suite d'Aristote et de Francis Bacon, un nouveau paradigme au sens kuhnien, ou une tentative d'atteindre une nouvelle « normalité ». Il s'agit plutôt d'un ensemble de perspectives pour guider et produire des connaissances exploitables et solides pour la prise de décision politique et l'action face à des défis tels que les pandémies, l'effondrement des écosystèmes, la perte de biodiversité , la Santé planétaire, et, en général, les transitions vers la durabilité,.

## Contexte
Selon ses tenants Silvio Funtowicz et Jerome R. Ravetz, l'appellation « science post-normale » fait écho à l'ouvrage fondateur sur la science moderne de Thomas Kuhn. Pour Carrozza, la SPN peut être « formulée comme un appel à la "démocratisation de l'expertise" », et comme une « réaction contre les tendances à long terme de "scientisation" de la politique, c'est-à-dire la tendance à confier aux experts un rôle essentiel dans l'élaboration des politiques tout en marginalisant les profanes ». Pour Mike Hulme (2007), dans le The Guardian, le changement climatique semble appartenir à la catégorie des questions qui sont mieux traitées dans le contexte de la SPN ; il écrit que « Les controverses dans la SPN se concentrent aussi, comme souvent, autant sur le processus scientifique - qui est financé, qui évalue la qualité, qui a l'oreille des politiques - que sur les résultats scientifiques eux-mêmes ». Du point de vue écologique, la science post-normale se situe dans le contexte des «disciplines de crise» - un terme inventé par le biologiste de la conservation Michael E. Soulé pour indiquer des approches abordant les prises de conscience, apparues dans les années 70, que le monde était près de l'effondrement écologique. Michael Egan définit la SPN comme une « science de la survie ». Plus récemment, la SPN a été définie comme un mouvement de « résistance critique éclairée, de réforme et de construction d'avenirs ».
Conséquemment, Ziauddin Sardar a développé le concept de Temps Post-Normaux (TPN). Sardar était l'éditeur de La revue FUTURES (Revue) (en) lorsqu'il a publié l'article "Une science pour les âges post-normaux" actuellement l'article le plus cité de la revue. Une récente revue de la littérature académique menée sur le Web of Science et englobant les sujets de la prospective, prévision et anticipation identifie le même article comme « la publication qui aurait reçu le plus grand nombre de citations de tous les temps ».

## Contenu
« Au départ, la science post-normale a été conçue comme un ensemble inclusif d'idées robustes plus que comme une théorie ou un champ de pratique exclusif entièrement structuré ». Certaines des idées qui sous-tendent la SPN se retrouvent déjà dans un ouvrage publié en 1983 et intitulé "Trois types d'évaluation des risques : une analyse méthodologique". Cet ouvrage et les suivants,, montrent que la SPN se concentre sur quelques aspects de la relation complexe entre les sciences et la politique : la communication de l'incertitude, l'évaluation de la qualité, et la justification et la pratique des communautés de pairs élargies.
Sur le diagramme SPN (figure ci-dessus), l'axe horizontal représente les « incertitudes des systèmes » et l'axe vertical les « enjeux des décisions ». Les trois quadrants identifient les sciences appliquées, les conseils de consultants professionnels et les sciences post-normales. Différentes normes de qualité et styles d'analyse se réfèrent aux différentes régions du diagramme, c'est-à-dire que la science post-normale ne revendique pas la pertinence et la cohérence sur toutes les applications des sciences, mais uniquement celles définies par le mantra de la SPN avec un quadruple défi : l'incertitude, les valeurs contestées, les enjeux importants et les décisions urgentes". Pour la recherche appliquée, le propre système de contrôle de la qualité par les pairs de la science suffira (on le supposait du moins au moment où la SPN a été formulée au début des années 90), tandis qu'un avis professionnel était considéré comme approprié pour les contextes qui ne peuvent pas être « évalués par les pairs », et où les compétences et les connaissances tacites d'un praticien sont nécessaires en première ligne, par exemple dans une salle d'opération ou dans une maison en feu. Ici, un chirurgien ou un pompier prend une décision technique difficile basée sur sa formation et son appréciation de la situation (le concept grec de « Métis »)[réf. nécessaire].

## Complexité
Il existe des liens importants entre la SPN et la science de la complexité, par exemple l'écologie des systèmes (en) ( CS Holling ) et la théorie de la hiérarchie (en) ( Arthur Koestler ). Dans la SPN, la complexité est respectée par la reconnaissance d'une multiplicité de perspectives légitimes sur toute question ; et la réflexivité est réalisée par l'extension des "faits" acceptés au-delà des productions prétendument objectives de la recherche traditionnelle. En outre, les nouveaux participants au processus ne sont pas traités comme des apprenants passifs dépendants des experts, en train de se faire convaincre de manière coercitive par des démonstrations scientifiques.
Au contraire, ils formeront une « communauté de pairs élargie », partageant le travail d'assurance qualité des apports scientifiques au processus et parvenant à une résolution des problèmes par le débat et le dialogue. La nécessité d'embrasser la complexité dans une perspective post-normale pour comprendre et faire face aux zoonoses est argumentée par David Waltner-Toews.

## Communauté de pairs étendue
Dans la SPN, les communautés de pairs étendues sont des espaces où les perspectives, les valeurs, les styles de savoir et les différentiels de pouvoir s'expriment dans un contexte d'inégalités et de conflits. Les résolutions, les compromis et la coproduction de connaissances sont contingents et pas nécessairement réalisables[réf. nécessaire].

## Applications
Outre son influence dominante dans la littérature sur les « futurs », la SPN est considérée comme ayant influencé le débat écologique « conservation contre préservation », en particulier via sa lecture par le pragmatiste américain Bryan G. Norton. Selon Jozef Keulartz le concept SPN de "communauté de pairs étendue" a influencé la manière dont Norton a développé son "hypothèse de convergence". L'hypothèse postule que les écologistes d'orientations différentes convergeront une fois qu'ils commenceront à penser « comme une montagne » ou comme une planète. Pour Norton, cela sera réalisé via la démocratie délibérative, qui surmontera de manière pragmatique le clivage noir et blanc entre écologistes et conservateurs. Plus récemment, il a été soutenu que la science de la conservation, intégrée comme elle l'est dans des structures de gouvernance à plusieurs niveaux de décideurs, de praticiens et de parties prenantes, est elle-même une « communauté élargie de pairs » et, par conséquent, la conservation a toujours été « post-normale ».
D'autres auteurs attribuent à la SPN le rôle d'avoir stimulé l'adoption de cadres méthodologiques transdisciplinaires, s'appuyant sur la perspective socioconstructiviste intégrée dans la SPN[réf. nécessaire].
Aujourd'hui, la science post-normale est envisagée pouvoir s'appliquer à la plupart des cas où l'utilisation de preuves est contestée en raison de normes et de valeurs différentes. Les cas typiques sont l'utilisation de politiques fondées sur des preuves et l' évaluation.
En résumé, «les idées et les concepts de la science post-normale entraînent l'émergence de nouvelles stratégies de résolution de problèmes dans lesquelles le rôle de la science est apprécié dans son plein contexte de complexité et d'incertitude des systèmes naturels et de la pertinence de l'humain. engagements et valeurs ."
Pour Peter Gluckman (en) (2014), conseiller scientifique en chef du Premier ministre néo-zélandais, les approches scientifiques post-normales sont aujourd'hui appropriées pour une multitude de problèmes, notamment « l'éradication des ravageurs exogènes [...], la prospection pétrolière offshore, la légalisation des psychotropes récréatifs, la qualité de l'eau, la violence familiale, l'obésité, la morbidité et le suicide chez les adolescents, le vieillissement de la population, la priorisation de l'éducation de la petite enfance, la réduction des gaz à effet de serre agricoles et l'équilibre entre croissance économique et durabilité environnementale ».
Des revues récentes de l'histoire et de l'évolution de la SPN, de ses définitions, conceptualisations et utilisations peuvent être trouvées dans "Turnpenny et al.", 2010, et dans "The Routledge Handbook of Ecological Economics (Nature and Society)". Il y a eu récemment une référence accrue à la science post-normale, par exemple dans Nature,,,, et des revues apparentées,.

## Critiques
Une critique de la science post-normale est proposée par Peter Weingart (en) (1997)  pour qui la science post-normale n'introduit pas une nouvelle épistémologie mais retrace les débats antérieurs liés à la thèse dite de la « finalisation ». Pour Jörg Friedrichs – comparant les questions du changement climatique et du pic d'énergie – une extension de la communauté des pairs s'est produite dans la communauté des sciences du climat, transformant les climatologues en « défenseurs de la furtivité », tandis que les scientifiques travaillant sur la sécurité énergétique – sans la SPN, conserveraient leurs lettres de noblesse de neutralité et d'objectivité. Une autre critique est que l'utilisation de la communauté élargie des pairs sape l'utilisation de l'empirisme par la méthode scientifique et que son objectif serait mieux atteint en fournissant une plus grande éducation scientifique.

## La crise des sciences
Il a été soutenu que les spécialistes des sciences post-normales ont été prémonitoires en anticipant la crise actuelle du contrôle de la qualité et de la reproductibilité de la science. Un groupe d'universitaires d'orientation scientifique post-normale a publié en 2016 un volume sur le sujet, discutant entre autres de ce que cette communauté perçoit comme les causes profondes de la crise actuelle de la science,,,.

## Approches quantitatives
Parmi les styles d'analyse quantitative qui font référence à la science post-normale, on peut citer NUSAP (en) pour l'information numérique, l'audit de sensibilité pour les indicateurs et la modélisation mathématique, la narration quantitative pour explorer plusieurs cadres dans une analyse quantitative, et MuSIASEM (en) dans le domaine du métabolisme social. Un travail où ces approches sont suggérées pour la durabilité est en référence.

## Modélisation mathématique
En lien avec la modélisation mathématique, la science post-normale suggère une approche participative, dans laquelle les « modèles pour prédire et contrôler l'avenir » sont remplacés par des « modèles pour cartographier notre ignorance sur l'avenir », dans le processus explorant et révélant les métaphores intégrées dans le modèle. La SPN est également connue pour sa définition d"ordures à l'entrée, ordures à la sortie" (GIGO): dans la modélisation, GIGO se produit lorsque les incertitudes dans les entrées doivent être supprimées, de peur que les sorties ne deviennent complètement indéterminées. Dans un commentaire publié dans Nature 22, les chercheurs prennent le COVID-19 comme l'occasion de suggérer cinq façons de faire en sorte que les modèles servent mieux la société. L'article note « comment le fonctionnement de la science change lorsque les questions d'urgence, d'enjeux, de valeurs et d'incertitude se heurtent - dans le régime" post-normal " ».

## COVID 19
Le 25 mars 2020, en pleine pandémie de Covid-19, un groupe d'universitaires d'orientation post-normale a publié sur la section blog du Centre STEPS (en) (pour les voies sociales, technologiques et environnementales vers la durabilité) de l'Université du Sussex. L'article soutient que l'urgence COVID-19 présente tous les éléments d'un contexte scientifique post-normal et note que "cette pandémie offre à la société l'occasion d'ouvrir une nouvelle discussion sur la question de savoir si nous devons maintenant apprendre à faire de la science d'une autre façon".

## Problématiques spécifiques
La revue FUTURES (Revue) (en) a consacré plusieurs numéros spéciaux à la science post-normale.
- Le premier en 1999 comprenait deux éditoriaux, de Jerome Ravetz et Silvio Funtowicz, Post-Normal Science—an insight now maturation, et de Jerome Ravetz : What is Post-Normal Science.
- Le deuxième édité par Merryl Wyn Davies, s'intitulait "Post normal times" en 2011[48]. Il s'agissait d'une sélection d'articles du symposium « Post Normal Science – perspectives & prospectives 26-27th June 2009, Oxford ». Un résumé des résumés peut être trouvé sur le réseau NUSAP.

- Le troisième numéro spécial sur la science post-normale sortit en 2017[49]. Avec une sélection d'articles discutés au Centre d'étude des sciences et des sciences humaines de l'Université de Bergen entre 2014 et 2016, iilcomprenait également deux commentaires détaillés sur la crise actuelle de la science et le discours post-fait/post-vérité, l'un d'Europe[37] et l'autre du Japon[50].

Un autre numéro spécial sur la science post-normale a été publié dans la revue Science, Technology, &amp; Human Values en mai 2011.